# Vizaga mirabilis
Vizaga mirabilis är en fjärilsart som beskrevs av Bethune-Baker 1906. Vizaga mirabilis ingår i släktet Vizaga och familjen trågspinnare. Inga underarter finns listade i Catalogue of Life.